# Золотарьово (Юкаменський район)
Золотарьо́во (рос. Золотарёво) — присілок у складі Юкаменського району Удмуртії, Росія.
Населення — 6 осіб (2010; 5 в 2002).
Національний склад (2002):
- удмурти — 100 %